# The Maple Leaf Forever
«The Maple Leaf Forever» és una cançó patriòtica canadenca escrita per Alexander Muir (1830–1906) el 1867, l'any de la Confederació Canadenca. Durant un temps va ser l'himne de facto del Canadà.